# Tobias Read

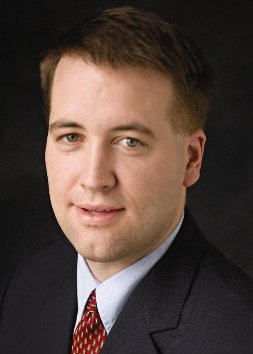
Tobias Read

Tobias Read (* 1975 in Missoula, Montana) ist ein US-amerikanischer Politiker (Demokratische Partei).

## Privatleben
Tobias Read wuchs in Boise (Idaho) auf. Über seine Jugendjahre ist nichts bekannt. Read zog nach Oregon. Dort besuchte er die Willamette University in Salem, wo er 1997 seinen Bachelorabschluss in Politik und Wirtschaft machte. Von 1999 bis 2001 arbeitete Read als Berater im Finanzministerium der Vereinigten Staaten unter dem Finanzminister Lawrence Summers. 2003 graduierte er an der University of Washington in Seattle mit einem Master of Business Administration. In der Folgezeit kehrte er nach Oregon zurück.
Im Februar 2004 trat er eine Anstellung als Schuhentwickler (Footwear Developer) bei dem Sportartikelhersteller Nike an. Er war dort bis zum 25. Mai 2012 tätig. Seine Kündigung erfolgte, um sich mehr seiner politischen Laufbahn zu widmen. Read, der damals 36 Jahre alt war, sagte folgendes:

“I'm not able to give the full attention that I wish I could to the Legislature and my other responsibilities. It's hard to balance these things.”

„Ich bin nicht in der Lage meine volle Aufmerksamkeit der Oregon Legislative Assembly und meinen anderen Aufgaben zu widmen, wie ich es wünschte. Es ist schwer, diese Dinge auszubalancieren.“

Mit seiner Ehefrau Heidi Eggert hat er zwei Kinder. Seine Ehefrau arbeitet für Nike.

## Politische Laufbahn
Read entschied sich eine politische Laufbahn zu verfolgen. Bei den Wahlen im Jahr 2006 wurde er für eine zweijährige Amtszeit in das Repräsentantenhaus von Oregon gewählt. Er wurde viermal in Folge wiedergewählt. Während seiner Amtszeit saß er in mehreren Ausschüssen. Er war Vorsitzender vom Higher Education, Innovation and Workforce Development Committee und Co-Vorsitzender vom Capital Construction Subcommittee. Außerdem saß er im General Government Subcommittee, im Tax Credits Committee, im Transportation and Economic Development Subcommittee und im Ways and Means Committee. Read bekleidete den Posten des Speaker Pro Tempore. Er wirkte bei der Verabschiedung des House Bill 4040 mit, dem geschäftsfördernden Oregon Investment Act. Am 21. Mai 2012 wurde er in den Oregon Growth Board berufen. Der Posten wurde unter dem Oregon Investment Act geschaffen.
Bei den Wahlen im November 2016 wurde er zum neuen State Treasurer von Oregon gewählt. Er trat am 3. Januar 2017 seinen neuen Posten an.